# Bergische Blätter
Die Bergischen Blätter sind ein periodisch erscheinendes Magazin, das über Geschehnisse im Bergischen Städtedreieck Wuppertal–Solingen–Remscheid berichtet. Es erscheint als Printversion monatlich und beleuchtet soziale, historische, politische, kulturelle und wirtschaftliche Themen in Reportagen, Interviews, Porträts und Kommentaren.

## Geschichte

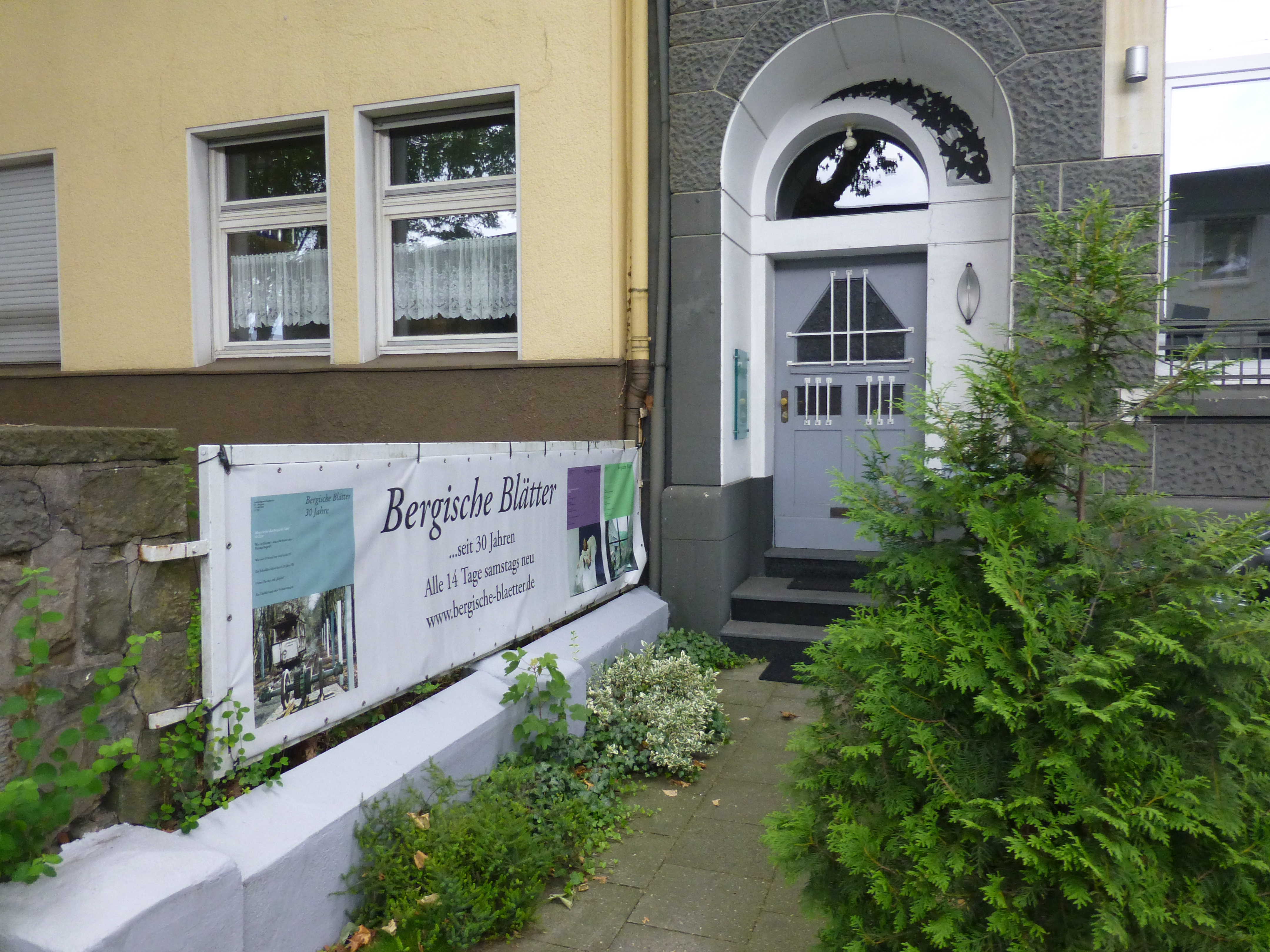
Schützenstraße 45 in Wuppertal, Sitz des Verlags und Redaktion

Seit Mai 1978 beschäftigt sich die Zeitschrift mit heimatgebundenen Themen, die in den großen Tageszeitungen keinen Platz finden. Aus einer studentischen Idee entstanden, entwickelte sich das Magazin von einer historischen Berichterstattung zu einer aktuellen Zeitschrift für Nachrichten um das Bergische Land. Im März 1986 wurden die Bergischen Blätter um vier Seiten „Aus der Bergischen Universität“ ergänzt, die von der Universität gestaltet werden und über die Universität informieren.

## Themen
Die Bergischen Blätter setzen sich aus verschiedenen Kategorien zusammen. Neben den immer wiederkehrenden Themen „Aktuelles“ (verschiedene Texte und Nachrichten aus dem Städtedreieck Wuppertal-Solingen-Remscheid), „Kultur“ (Literaturempfehlungen, Hinweise auf Kunstausstellungen oder ähnliches), „Bergischer Kalender“ und „Aus der Bergischen Universität“ finden sich ein wechselndes Titelthema sowie besondere Seiten zu einem „Extra“-Thema.

## Chefredakteure
- 1978–1980: Uwe E. Schoebler und Rudolf Ebert
- 1981–1982: Uwe E. Schoebler und Bärbel Pick
- 1983–1984: Uwe E. Schoebler und Beate Schmies
- 1985–1986: Uwe E. Schoebler und Martin Klaus
- 1986–1988: Martin Klaus
- 1989–1990: Regine Schulz
- 1990–1991: Monika Brem
- 1992–0000: Karolina Becker mit Michael Windgassen
- 1993–1995: Karolina Becker
- 1995–1996: Thomas Kappler
- 1996–1998: Reiner Kessler
- 1999–0000: Silke Nasemann und Helmuth Pathe
- seit 2000-0: Silke Nasemann

## Verlagsprodukte
- „Wuppertal 1929–2004“ (Sonderheft zum 75. Geburtstag der Stadt Wuppertal)
- „125 Jahre Zoologischer Garten Wuppertal“ (Sonderheft zum 125. Geburtstages des Wuppertaler Zoos)
- „Pinguinal“ (Magazin des Zoo-Vereins Wuppertal e.V.; erscheint zweimal jährlich)
- „Ronsdorf-Echo“ (Zeitschrift des Ronsdorfer Heimat- und Bürgervereins, erscheint dreimal jährlich)
- „Bürger-Info Vohwinkel“ (Informationen über den Wuppertaler Stadtteil Vohwinkel, erscheint zweimal jährlich)
- „Heckinghauser Jahrbuch“ (Zeitschrift des Bezirksvereins Heckinghausen)
- „Studieren in Wuppertal“ (Informationen zum Studium an der Bergischen Universität Wuppertal, erscheint jährlich im Sommer zu den Einschreibeterminen)
- „wunderbarmen“, ein Magazin für Wuppertal-Barmen, erscheint sechsmal im Jahr
- „SGV Abteilung Wuppertal e.V.“, Wanderführer, erscheint viermal im Jahr
- „Nächstebreck“, Jahrbuch des Bürgervereins Nächstebreck, erscheint einmal im Jahr